# Moltiplicazione araba
La moltiplicazione araba (o a gelosia, o a graticola, o per reticolo, o lattice) è un metodo per eseguire le moltiplicazioni. È equivalente alla comune moltiplicazione in colonna, ma richiede più spazio e rimanda alla fine tutte le somme.

## Il metodo
Si utilizza una tabella suddivisa in quadrati; i due numeri da moltiplicare vengono scritti uno sopra la tabella, con le cifre (disposte come di consueto) in corrispondenza delle colonne, e l'altro a destra, con le cifre (scritte dall'alto in basso, partendo dalla più significativa) in corrispondenza delle righe.
Quindi si calcolano tutti i prodotti tra una cifra del primo numero e una cifra del secondo numero, scrivendo il risultato all'interno del quadrato che si trova sulla stessa riga e sulla stessa colonna; il prodotto viene scritto dividendo il quadrato lungo una diagonale e disponendo la cifra delle unità nella metà in basso a destra e l'eventuale cifra delle decine nella metà in alto a sinistra.
Infine vengono sommate le cifre lungo tutte le diagonali, partendo da quella più a destra e utilizzando i riporti per la diagonale successiva.
Ad esempio, per moltiplicare i due numeri 123 e 405 lo schema è quello indicato nella figura (ignorare le scritte)
Nell'esempio vengono svolte da destra le addizioni (in questo caso senza riporti)
- 5=5
- 0+1+0=1
- 2+0+1+5=8
- 1+8+0=9
- 4=4

ottenendo come risultato 49815.
Se si svolgessero prima le somme in corrispondenza di ogni colonna si otterrebbe l'usuale moltiplicazione in colonna; queste somme sono infatti 1×405=405, 2×405=810 e 3×405=1215, con
{\displaystyle {\begin{array}{cccccc}&&4&0&5&\times \\&&1&2&3&=\\\hline &1&2&1&5\\&8&1&0&-\\4&0&5&-&-\\\hline 4&9&8&1&5\end{array}}}
Il metodo è inoltre esattamente equivalente (salvo per l'aspetto grafico) alla moltiplicazione in colonna effettuata moltiplicando le singole cifre (3×5, 3×0, 3×4, 2×5, ...):
{\displaystyle {\begin{array}{cccccc}&&4&0&5&\times \\&&1&2&3&=\\\hline &&&1&5\\&&&0&-\\&1&2&-&-\\&&1&0&-\\&&0&-&-\\&8&-&-&-\\&&5&-&-\\&0&-&-&-\\4&-&-&-&-\\\hline 4&9&8&1&5\end{array}}}
Esistono varianti del metodo qui descritto. In particolare, una variazione molto utile prevede di disporre il rettangolo "a 45 gradi" in modo che le cifre da sommare si trovino incolonnate verticalmente.
Possono naturalmente esserci da fare dei riporti. Ad esempio, il metodo applicato a  {\displaystyle 187\cdot 96}  dà:
che illustra i passaggi della corrispondente moltiplicazione in colonna
{\displaystyle {\begin{array}{cccccc}&&&9&6&\times \\&&1&8&7&=\\\hline &&6&7&2\\&7&6&8&-\\&9&6&-&-\\\hline 1&7&9&5&2\end{array}}}